# オホーツクオムイ温泉
オホーツクオムイ温泉（オホーツクオムイおんせん）は、北海道紋別郡雄武町沢木にある温泉。オホーツク温泉・雄武温泉とも称す。

## 泉質
- ナトリウム - 塩化物強塩泉（高張性弱アルカリ性高温泉）（旧泉質名：強食塩泉）
  - 源泉温度 66.3℃、pH 7.6
  - 湯色は無色透明

## 温泉地

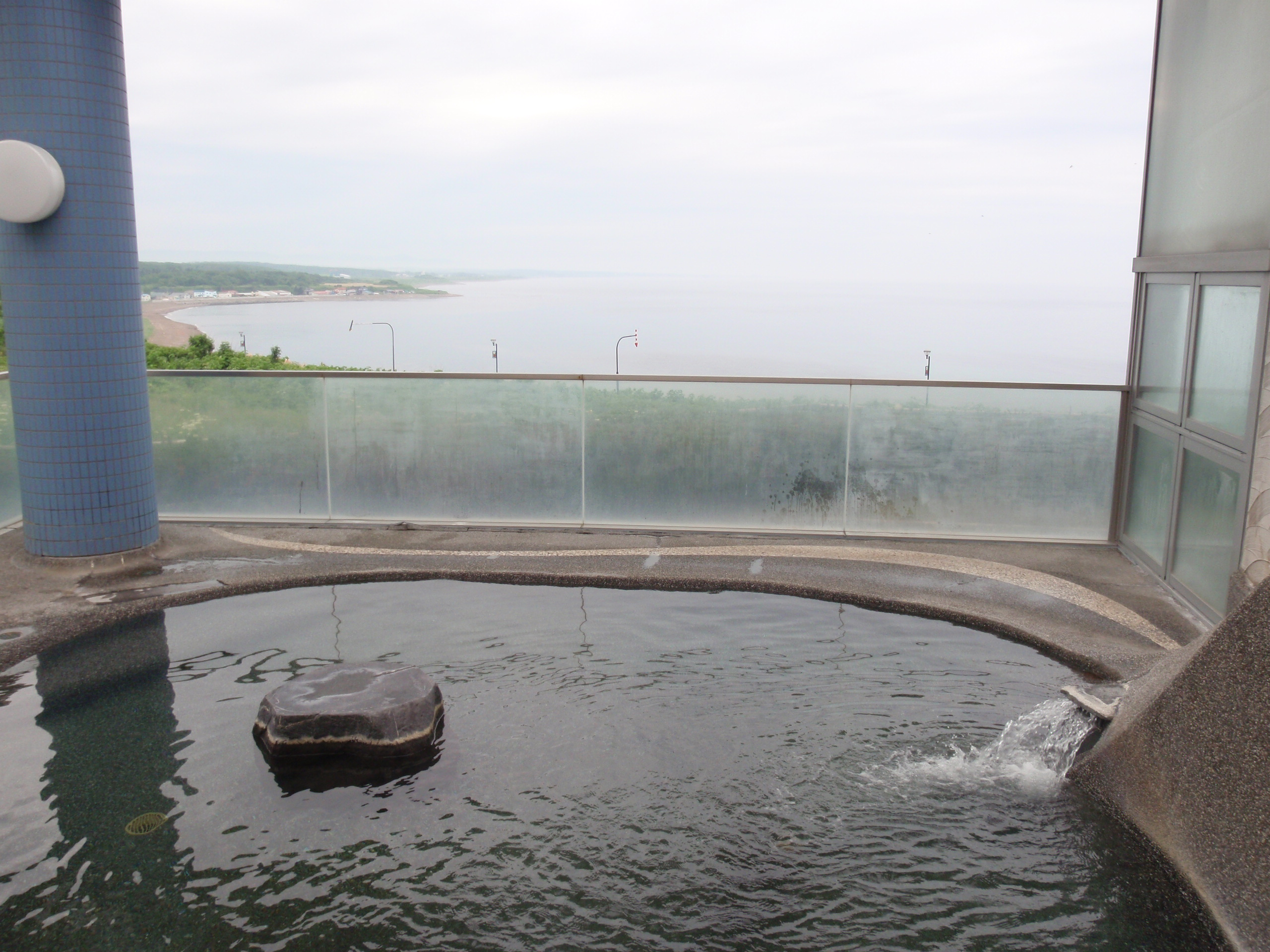
オホーツク海を望む露天風呂

オホーツク海に突き出た日の出岬に、一軒宿の「ホテル日の出岬」があり日帰り入浴も扱っている。
温泉施設は、加温・加水無しの濾過循環方式。ガラス張りの内風呂および露天風呂からはオホーツク海が一望できる。

## 歴史
1998年（平成10年） - ホテル日の出岬が開業。

## アクセス
- バス
  - JR北海道宗谷本線名寄駅より名士バス興部行で1時間半、興部で北紋バス雄武行きに乗り換えて15分、「ホテル日の出岬」下車、徒歩3分。
- 車
  - 道央自動車道士別剣淵ICから105km。